# Königstein (Sassonia)
Königstein, ufficialmente Königstein (Sächsische Schweiz) (in sorabo Kralowc), è una città di 2 101 abitanti della Sassonia, in Germania.
Appartiene al circondario della Svizzera Sassone-Monti Metalliferi Orientali (targa PIR) ed è parte della comunità amministrativa (Verwaltungsgemeinschaft) di Königstein/Sächs. Schweiz.
Vi nacque il compositore e direttore d'orchestra Georg Schumann (1866-1952).